# San Luis de Corea
San Luis de Corea är en ort i Mexiko.   Den ligger i kommunen General Simón Bolívar och delstaten Durango, i den centrala delen av landet, 800 km nordväst om huvudstaden Mexico City. San Luis de Corea ligger 1 217 meter över havet och antalet invånare är 135.
Terrängen runt San Luis de Corea är kuperad. Runt San Luis de Corea är det tätbefolkat, med 427 invånare per kvadratkilometer. Närmaste större samhälle är Nazareno, 16,8 km nordost om San Luis de Corea. Omgivningarna runt San Luis de Corea är i huvudsak ett öppet busklandskap.